# 戀文/good night
《戀文 / good night》（日语：恋文/good night）是Every Little Thing在2004年12月15日發行的第27首單曲作品。

## 關於
本單曲是自2001年的17th Single「fragile/JIRENMA」以来的首張雙A面單曲。但是與前一張雙A面單曲只為當中一首歌曲製作PV的習慣不同，本單曲為兩首歌曲都製作了PV。
本單曲名列Oricon公信榜週榜第一。

## 收錄樂曲
- 戀文
  - NOBEL製果（日语：ノーベル製菓）CM歌曲。
  - 電影《天堂來的情書（日语：天国からのラブレター）》主題歌[2]。
  - 本曲曾經在第55回NHK紅白歌合戰中登場。
- good night
（作詞：持田香織 / 作曲：HIKARI / 編曲：HIKARI&伊藤一朗）
  - Namco「重生傳奇」主題歌。
  - 收錄於重生傳奇系列歌曲專輯「The Best of Tales」當中。
  - 持田香織為突然去世的友人特別製作。
- 戀文（Instrumental）
- good night（Instrumental）